# Min egen ängel
Min egen ängel är ett album från 2002 av det svenska dansbandet Mats Bergmans. Några låtar är på engelska.

## Låtlista
1. Min egen ängel
2. Lika kära nu som då
3. Darling
4. I mitt hjärta
5. Kärlekens skugga
6. What a Wonderful Life
7. Varje natt
8. The Great Snow Man
9. Wild at Heart
10. Makin' Music Mama
11. Vem vet
12. Så länge jag lever
13. Pretty Suzy Sunshine
14. Jag vill va din